# Lois Abbingh
Lois Abbingh, född 13 augusti 1992 i Groningen, är en nederländsk handbollsspelare (vänsternia).

## Klubbar
- V&S Groningen
- E&O Emmen (2009–2010)
- VfL Oldenburg (2010–2014)
- HCM Baia Mare (2014–2016)
- Issy Paris Hand (2016–2018)
- GK Rostov-Don (2018–2020)
- Odense Håndbold (2020–2023)
- Vipers Kristiansand (2023–)

## Meriter

### Med klubblag
- Dansk mästare två gånger (2021 och 2022) med Odense Håndbold
- Dansk cupmästare 2020 med Odense Håndbold
- Tysk cupmästare 2012 med VfL Oldenburg
- Rumänsk cupmästare 2015 med HCM Baia Mare

### Landslagsmeriter
- Silver vid U19-EM 2011 i Nederländerna
- VM-silver 2015 i Danmark
- EM-silver 2016 i Sverige
- VM-brons 2017 i Tyskland
- EM-brons 2018 i Frankrike
- VM-guld 2019 i Japan

### Individuella utmärkelser
- Turneringens bäste målskytt vid U19-EM 2011
- Uttagen till All-Star Team vid VM 2017 (vänsternia)
- Turneringens bäste målskytt vid VM 2019 (71 mål)